# Belle and the Devotions
Belle and the Devotions war ein kurzlebiges britisches Mädchentrio. Die Mitglieder waren die Sängerinnen Kit Rolfe, Laura James und Linda Sofield.

## Werdegang
Als Gewinner der britischen Vorauswahl durfte die Gruppe ihr Land beim Concours Eurovision de la Chanson 1984 in Luxemburg vertreten. Mit dem Sixties-Popsong Love Games erreichten sie Platz sieben, in den UK-Charts ging die Single auf Platz elf.
Nach einer zweiten, wenig erfolgreichen Single löste sich die Gruppe auf.